# Midnight Club: Street Racing
Midnight Club: Street Racing (укр. «Опівнічний клуб: Вуличні перегони»)  — відеогра в жанрі аркадних автогонок, розроблена Angel Studios та видана компаніями Rockstar Games та Syscom у 2000 році. Це перша частина серії Midnight Club, а також одна з перших ігор, розроблених для консолі PlayStation 2. У 2001 році було створено студією Rebellion Developments версію Midnight Club: Street Racing для портативної гральної системи Game Boy Advance. У березні 2013 року аркада була видана для консолі PlayStation 3 у PlayStation Network.
У грі представлені вуличні перегони двома містами — Нью-Йорком і Лондоном, які схожі на своїх реальних аналогів. На вибір доступні режими аркади та кар'єри, в яких можна налаштовувати перегони та перемагати у змаганнях, відкриваючи нові змагання та машини. Усього присутні чотири типи перегонок в поодинокому або багатокористувацькому варіантах: «Cruise», «Head to Head», «Waypoint» і «Capture the Flag». За сюжетом водій таксі дізнається про команду перегонників «Midnight Club», та бере участь із ними у вуличних заїздах з метою отримання титулу найкращого гонщика.
У ході створення гри розробники вирішили використати реально наявні міста і тематику вуличних перегонів, що набирає в той час популярність. Midnight Club: Street Racing отримала переважно позитивні відгуки від ігрової преси. Оглядачі високо оцінили великі міста і багатокористувацький режим, але критикували рівень складності та сюжет. Портована версія гри для Game Boy Advance отримала негативні оцінки журналістів через спрощений ігровий процес і управління. 2003 року вийшов сиквел — Midnight Club II.

## Ігровий процес

Перегона в режимі «Waypoint» по Лондону на автомобілі Ascent 470ds. Midnight Club: Street Racing є однією із перших ігор, у якій була використана тематика вуличних перегонів

Midnight Club: Street Racing є аркадною перегонною грою, виконаною в тривимірній графіці. Гравцю надано два міста - Нью-Йорк і Лондон. Дорогами в кожному місті роз'їжджають машини, а пішоходи йдуть тротуарами, де можна виїхати на них і збити. Гравець може вибрати один з доступних автомобілів, більшість з яких можна перефарбувати, і кожен з яких має три модифікації; автомобілі та модифікації кожного з них відрізняються між собою технічними характеристиками, наприклад максимальною швидкістю, приводом та кількістю упорскування системи закису азоту. При зіткненнях машини зазнають пошкоджень; при максимальному заповненні індикатора пошкоджень автомобіль зупиняється і за кілька секунд відновлює своє початковий стан. Гра поділяється на два основні режими: «Аркада» (англ. Arcade) та «Кар'єра» (англ. Career).
У режимі «Аркада» гравець може вибрати один з чотирьох типів перегонів: «Cruise», «Head to Head», «Waypoint» та «Capture the Flag». Кожен з них доступний як в поодинокому, так і в багатокористувацькому режимі для двох гравців з технологією розділеного екрана. По закінченні кожної перегони можна переглянути її повтор. Якщо під час перегони автомобіль гравця повністю розіб'ється, це призводить до поразки. Під час заїздів, якщо порушувати правила дорожнього руху, то за гравцем може погнатися поліція, яка стежить за порядком. У «Cruise» гравець вільно роз'їжджає одним із двох міст, суперники та поліція відсутні. Є можливість змінити час доби (ніч, світанок, сутінки, північ) та погоду (ясно, хмарно, туман, дощ), вибрати автомобіль, налаштувати інтенсивність дорожнього руху та пішоходів. У «Head to Head» гравець змагається з іншим перегонником сам на сам; перемагає той, хто проїде всі контрольні точки у певному порядку та першим приїде до фінішу. У «Waypoint» беруть участь від чотирьох до шести учасників; перемагає той, хто перший проїде через усі контрольні точки, незалежно від порядку. У «Capture the Flag» у місті знаходиться прапор, який учасники повинні підібрати та перевезти до контрольної точки, після чого з'являються нові прапор та контрольна точка; але якщо під час перевезення прапора інший учасник торкнеться того, хто везе прапор, то прапор переходить до того, хто доторкнувся; перемагає той, хто перевіз найбільше прапорів. Крім того, у грі також присутні поодинокі заїзди без суперників, у яких потрібно проїхати всі контрольні точки за обмежений час, уникаючи поліції серед інтенсивного переслідування..
У режимі «Кар'єра» містом роз'їжджають гонщики, кожного з яких можна викликати на змагання. Для цього потрібно їхати поблизу одного з них у певне місце, де починається змагання типу «Waypoint». Якщо гравець переможе у змаганні, то отримає номер телефону суперника: якщо йому зателефонувати, то проти нього починається гонка типу «Head to Head», перемігши в якій гравець отримує як нагороду автомобіль суперника. Після цього суперник їздитиме вже на вдосконаленій модифікації свого автомобіля, для виграшу якої потрібно зробити ті ж дії, беручи участь у гонках типів «Waypoint» та «Head to Head». Нові автомобілі також відкриваються у разі знаходження у місті бонусних маркерів, розташованих у прихованих, важкодоступних місцях. Після перемог над як мінімум двома перегонниками у заїздах типу «Waypoint» у місті з'являється місцевий чемпіон, кинувши виклик якому треба перемогти його у гонці такого ж типу. Перемігши чемпіона, гравець нагороджується трофеєм найкращого перегонника міста..

## Сюжет
По вулицях міст світу роз'їжджали перегонники з команди «Midnight Club», які володіють найшвидшими та найдосконалішими автомобілями. Водій нью-йоркського таксі дізнається про команду і вирішує вибитись у лідери серед представників команди. 
У Нью-Йорку головний герой кинув виклик трьом вуличним перегонникам – Еміліо Санчесу (Хуан Ернандес), Кейко Хатано (Кей Аріта) та Ларрі Мюллеру (в ролі самого себе). Хоча вони спочатку не повірили у здібності новачка, останньому вдалося їх перемогти та виграти їхні автомобілі собі в перегонах віч-на-віч. Після перемоги над ними герой кинув виклик чемпіону вуличних гонщиків Нью-Йорка – Каріму Віндросу (Тай Джонс). Головний герой переміг у гонці, ставши новим чемпіоном вуличних гонщиків Нью-Йорка, після чого Карім запропонував змагання в Лондоні, будучи впевнений, що там герою вже не вдасться його перемогти.
Прилетівши до Лондона, герой знову позмагався з Карімом, переміг і виграв його автомобілі. Після цього головний герой кинув виклик і іншим вуличним гонщикам у Лондоні - Лукасу Хауел-Джонсу (Домінік Хокслі) та Емілі Мортон (Вікторія Арбітр). Герой переміг їх, після чого кинув виклик і чемпіону вуличних перегонів Лондона Даррену Тарроку (Домінік Хокслі). Герою вдалося перемогти і його, ставши чемпіоном вуличних гонщиків Лондона, після чого Даррен віддав свій автомобіль як нагороду і сказав, що сьогодні вночі в місті з'явився і світовий чемпіон. Його до цього нікому не вдавалося перемогти, а особистість чемпіона залишалася таємничою, оскільки особа прихована за гоночним шоломом. Проте, головний герой кинув йому виклик і зміг виграти у гонці, отримавши його автомобіль. Після поразки світового чемпіона він зняв шолом, розкривши головного героя свою особистість: ним виявилася дівчина Аніка, чий батько виробляв концепт-кари в Японії. Після цього Аніка вирушила додому, а головний герой, своєю чергою, став світовим чемпіоном серед вуличних гонщиків команди «Midnight Club».

## Розробка та реліз

Портована версія гри для Game Boy Advance, розроблена студією Rebellion Developments і виконана у двовимірній графіці з видом зверху, проте має ідентичний до оригінала ігровий процес

Midnight Club: Street Racing розроблялася Angel Studios, видавцем виступила компанія Rockstar Games. Команда вже мала досвід створення гоночних аркад, випустивши Midtown Madness та її продовження, Midtown Madness 2, для персональних комп'ютерів. Новий проєкт студії створено на доопрацьованому рушію цих ігор - Angel Game Engine (AGE) - і багато в чому повторює їх основні риси: реальні міста, відкритий світ та вуличні перегони з поліцією . Проте, у Midnight Club: Street Racing відсутній мережевий режим, однак є багатокористувацький варіант для двох гравців з технологією розділеного екрана. Крім того, автомобілі в Midnight Club: Street Racing, на відміну від Midtown Madness, не ліцензовані і є вигаданими моделями (при цьому вони мають деталі від таких реальних виробників, як, наприклад GReddy та Stillen), внаслідок чого у грі реалізували можливість збивати пішоходів. Персонажі гри використовують у своїй лексиці лайки та глузування з гравця, які, за словами розробників, надають віртуальній команді «Midnight Club» характерний для вуличних гонщиків грубий стиль. З цих причин, Midnight Club: Street Racing отримала такі вікові обмеження, як наприклад Teens (13+) у Північній Америці від Entertainment Software Rating Board (ESRB) та 16 від Unterhaltungssoftware Selbstkontrolle (USK) у Німеччині.
Вперше про створення гри стало відомо 27 січня 2000. Того ж року, 15 лютого, відбувся офіційний анонс. 6 вересня було відкрито сайт ігри. Midnight Club: Street Racing була опрацьована з технічного боку, і до кінця циклу створення розробники досягли у грі реалістичних ефектів та стабільної частоти кадрів, приблизно до 30 кадрів на секунду. Крім цього, Midnight Club: Street Racing включає контент з іншої гоночної гри студії — Smuggler’s Run, паралельно з якою велася розробка. 11 жовтня того ж року Rockstar представили інформацію про саундтрек гри, який виконаний у жанрах хаус, техно та драм-енд-бейс і створений композиторами Еріл Бріка, Деррік Мейй, Surgeon та Dom & Roland; такі композиції, за словами розробників, «музично висловлюють міське життя вуличних перегонів». Перед виходом гри Rockstar Games провели конкурс, переможці якого отримували виконані в стилі Midnight Club: Street Racing тематичні футболки, плакат, саундтрек від Дерріка Мея та Surgeon на компакт-дисках та радар-детектор.
Випуск Midnight Club: Street Racing відбувся 26 жовтня 2000 в Північній Америці, 8 грудня того ж року в Європі і 1 березня 2001 в Японії. Таким чином, гра є однією з перших для приставки PlayStation 2. 18 грудня 2000 вийшов ліцензований лейблом Moving Shadow саундтрек гри від Dom & Roland на двох вінілових платівках: на першій записані треки з назвою «Imagination» і «Soundwall», а на другій - «Skyliner» і «Original Sin». У листопаді 2001 року у Північній Америці та Європі відповідно компаніями Destination Software та Zoo Digital було видано версію Midnight Club: Street Racing для Game Boy Advance, розроблена студією Rebellion Developments. На відміну від версії для PlayStation 2, у грі використовується двовимірна графіка з видом зверху, є деякі відмінності в інтерфейсі, а також відсутні багатокористувацька гра і режим «Capture the Flag»; сам ігровий процес залишився практично без змін. У березні 2013 року аркада була портована на PlayStation 3 і стала доступною у сервісі PlayStation Network у розділі «PS2 Classics».

## Відгуки
| Агрегатор    | Оцінка  | Оцінка  |
| Агрегатор    | GBA     | PS2     |
| ------------ | ------- | ------- |
| GameRankings | 48,43 % | 76,99 % |
| Metacritic   | 50/100  | 78/100  |

| Видання                            | Оцінка | Оцінка |
| Видання                            | GBA    | PS2    |
| ---------------------------------- | ------ | ------ |
| AllGame                            | [ 27 ] | [ 3 ]  |
| Computer and Video Games           | 3/10   |        |
| Edge                               |        | 5/10   |
| Game Informer                      |        | 7,5/10 |
| GamePro                            |        | [ 31 ] |
| GameRevolution                     |        | B-     |
| GameSpot                           |        | 8,4/10 |
| GamesRadar+                        |        | 5/10   |
| IGN                                | 4,5/10 | 8,6/10 |
| Nintendo Power                     | 2,9/5  |        |
| Official U.S. PlayStation Magazine |        | 4/5    |
| Play                               | 2/5    |        |

Гра отримала переважно позитивні відгуки від критиків. На агрегаторах Metacritic та GameRankings аркада має середню оцінку 78/100 та 76,99 % відповідно. Журналісти хвалили опрацьовані міста та режими гри, але до недоліків віднесли сюжет та рівень складності. Midnight Club: Street Racing здобула нагороду «Вибір редакції» від видання IGN і була номінована на отримання премії ECTS 2000 у номінації «Найкраща консольна гра» та премій від GameSpot у номінаціях «Найкраща гоночна гра» та «Найкраща гра, яку ніхто не грав». Гра також здобула комерційний успіх. 2000 року до різдвяних свят аркада займала шостий рядок чарту продажів серед спортивних/перегонових ігор на PlayStation 2, а до грудня 2007 року було продано 1870000 примірників Midnight Club: Street Racing.
Оглядач із IGN назвав Midnight Club: Street Racing «одною з найперспективніших ігор на PlayStation 2», і порівняв із Smuggler’s Run, зробивши вибір на користь першої. Критику сподобалися великі деталізовані міста, звукові ефекти та музичний супровід, ігровий процес і багатокористувацький режим, однак йому хотілося б бачити підтримку до чотирьох гравців. Подібну думку висловив Джефф Герстман з GameSpot, який похвалив графічні ефекти, музику, озвучування та «живі» міста, в результаті схарактеризувавши Midnight Club: Street Racing «надзвичайно веселими аркадними перегонами». «Пропоновані варіанти геймплею роблять гру вибуховою, незалежно від того, який режим ви обираєте» - заявив Герстман. У GamePro рецензент під псевдонімом The Freshman, похвалив великий, відкритий світ і процес отримання різноманітних нових автомобілів, але сказав, що самі міста вийшли простими і нудними, а деяких суперників важко перемогти, що особливо посилює складність необхідністю ухилення від пробок, внаслідок чого для перемоги часто необхідно перезапускати гонку знову і знову (на думку критика, це нерідко робить гру більш стомлюючою, ніж веселою) . Аналогічним чином про гру відгукнувся Пол Андерсон, журналіст Game Informer, покритикувавши брак різноманітності в заїздах і транспортних засобах, але похваливши графіку, що «захоплює дух», і значні гоночні аспекти. Деякі критики поставилися до гри менш позитивно. Так, на сайті AllGame Midnight Club: Street Racing отримала оцінку у три зірки із п'яти можливих. Шоун Сендерс, представник сайту Game Revolution, хоч і позитивно поставився до великих і опрацьованих міст, а також веселого багатокористувацького режиму «Capture the Flag», однак відзначив такі мінуси, як жахливі текстури, безпомилкове водіння комп'ютерних суперників, одноманітний геймплей (порівнявши з попередньою гоночною аркадою студії, Midtown Madness) і неясну сюжетну складову, в результаті назвавши Midnight Club: Street Racing «не вражаючою грою для старту PS2» і сказав, що «вона пропонує менш чудову гонку, ніж Midtown Madness». Схожі проблеми з ігровим процесом та сюжетом були згадані у виданнях GamesRadar та Edge.
Портована версія на Game Boy Advance була здебільшого негативно сприйнята пресою. На Metacritic та GameRankings середня оцінка становить 50/100 та 48,43 % відповідно. На гру обрушився шквал критики через поганий звук, інтерфейс і геймплей. Журналіст Computer and Video Games, Лі Скітрел, назвав Midnight Club: Street Racing «одною з найледачіших ігор на GBA», виділивши такі мінуси, як «похмурі» візуальні ефекти, незбалансований рівень складності (зокрема, ШІ суперників та заплутану структуру гри), незручну систему збереження та відсутність мультиплеєра. Рецензент з IGN був засмучений гоночною грою на GBA, «яку можна було зробити набагато приємнішою», і привів в огляді такі недоліки, як низька якість звуку, штучний інтелект суперників і незручний інтерфейс, найкращим аспектом, який є в цій версії, назвав графіку. У журналі Play, крім іншого, різко розкритикували незручне управління, зазначивши, що «якщо ви не залишитеся на заданому шляху, то гарантовано програєте у кожній гонці». Оглядач з AllGame схарактеризував Midnight Club: Street Racing на GBA наступним чином: «уявіть собі повільну, заплутану версію Grand Theft Auto без злочинів і задоволення». Трохи поблажливіше до гри були журналісти Nintendo Power, заявивши, що Midnight Club: Street Racing — гідна гонка доти, доки стає повторюваною.

### Вплив
Midnight Club: Street Racing породила серію відеоігор Midnight Club, а також стала однією з перших ігор про вуличні перегони. Видавництвом Prima Games випускалися книги, де містилося керівництво та додаткова інформація щодо гри. В 2003 вийшов сиквел — Midnight Club II, в якому використані три міста - Лос-Анджелес, Париж і Токіо, а також удосконалено ігровий процес. Гонки по контрольним точкам у реальних містах стали основною відмінністю серії.
Подібний тип геймплею, показаний у Midnight Club: Street Racing, був використаний в деяких інших гоночних іграх, як, наприклад, Need for Speed: Underground і Need for Speed: Underground 2. У них гравець також бере участь у гонках міськими вулицями.